# Пера (Ријети)
Пера је насеље у Италији у округу Ријети, региону Лацио.
Према процени из 2011. у насељу је живело 25 становника. Насеље се налази на надморској висини од 598 м.